# 블러드 심플
《블러드 심플》(영어: Blood Simple)은 1984년에 개봉한 코언 형제의 미국의 독립 네오누아르 범죄 영화이다. 배리 소넌펠드가 촬영 감독을 맡고, 존 게츠, 프랜시스 맥도먼드, 댄 허데이야, 샘아트 윌리엄스 등이 출연하였다. 이 영화는 코언 형제뿐만 아니라 소넌펠드와 맥도먼드의 극 영화 데뷔작이기도 하다.
1984년 미국 개봉 후 한국에서는 극장 개봉 없이 《분노의 저격자》라는 제목으로 비디오 출시되었다. 미국 개봉 35년만인 2019년 한국에서 《블러드 심플》 이란 제목으로 정식 극장 개봉되었다.

## 줄거리
텍사스에서 술집을 운영하는 마티는 아내 애비를 의심한다. 아내가 바텐더 레이와 불륜을 저지르고 있다는 것. 사립 탐정 비서에게 청부 살인을 의뢰하지만 그는 돈만 받아 챙기고, 상황은 엉뚱하게 꼬여간다.

## 출연진
- 존 게츠 - 레이 역
- 프랜시스 맥도먼드 - 애비 역
- 댄 허데이야 - 줄리언 마티 역
- M. 에밋 월시 - 로런 비서 역: 사립 탐정.
- 샘아트 윌리엄스 - 뮤리스 역
- 데버라 뉴먼 - 데브라 역
- 홀리 헌터 - 헬레인 트렌드 역 (목소리, 크레디트 미기재)